# 1735

## Родени
- 5 септември – Йохан Кристиан Бах, германски композитор
- 4 декември – Йозеф Николай Лауренти, австрийски зоолог